# Thracophilus pachypus
Thracophilus pachypus är en mångfotingart som beskrevs av Karl Wilhelm Verhoeff 1934. Thracophilus pachypus ingår i släktet Thracophilus och familjen trädgårdsjordkrypare.
Artens utbredningsområde är Israel. Inga underarter finns listade i Catalogue of Life.